# Betamorpha longiramosa
Betamorpha longiramosa är en kräftdjursart som beskrevs av Boris Vladimirovich Mezhov 1981. Betamorpha longiramosa ingår i släktet Betamorpha och familjen Munnopsidae. Inga underarter finns listade i Catalogue of Life.